# Milton Ngauamo
Pas d'image ? Cliquez ici

a Compétitions nationales et continentales officielles uniquement.

b Matchs officiels uniquement.
Dernière mise à jour le 6 février 2019.
 Milton M. Ngauamo, est né le 25 mai 1976 à Auckland (Nouvelle-Zélande). C’est un joueur de rugby à XV, qui joue avec l'équipe des Tonga entre 2002 et 2008, évoluant au poste de deuxième ligne (1,98 m pour 110 kg). 
Son frère Johnny est lui aussi international tongien.

## Carrière

### En club
- 1998-1999 : Auckland  Nouvelle-Zélande
- 2000-2002 : Wellington  Nouvelle-Zélande
- 2002 : Hurricanes  Nouvelle-Zélande
- 2003-2007 : Rugby Calvisano  Italie
- 2007-2010 : Lyon OU  France

### En équipe nationale
Il a eu sa première cape internationale le 30 novembre 2002 à l’occasion d’un match contre l'équipe de Papouasie-Nouvelle-Guinée, et sa dernière le 5 juin 2008 contre l'équipe des Fidji.

## Palmarès

### En club
- Champion d'Italie : 2005

### En équipe nationale
- 17 sélections avec les Tonga
- 5 points (1 essai)
- Sélections par année : 2 en 2002, 9 en 2003, 2 en 2005, 2 en 2006 et 2 en 2008.

Coupe du monde disputée:
- 2003 : 4 matchs, 2 comme titulaire